# Cagliaribukten

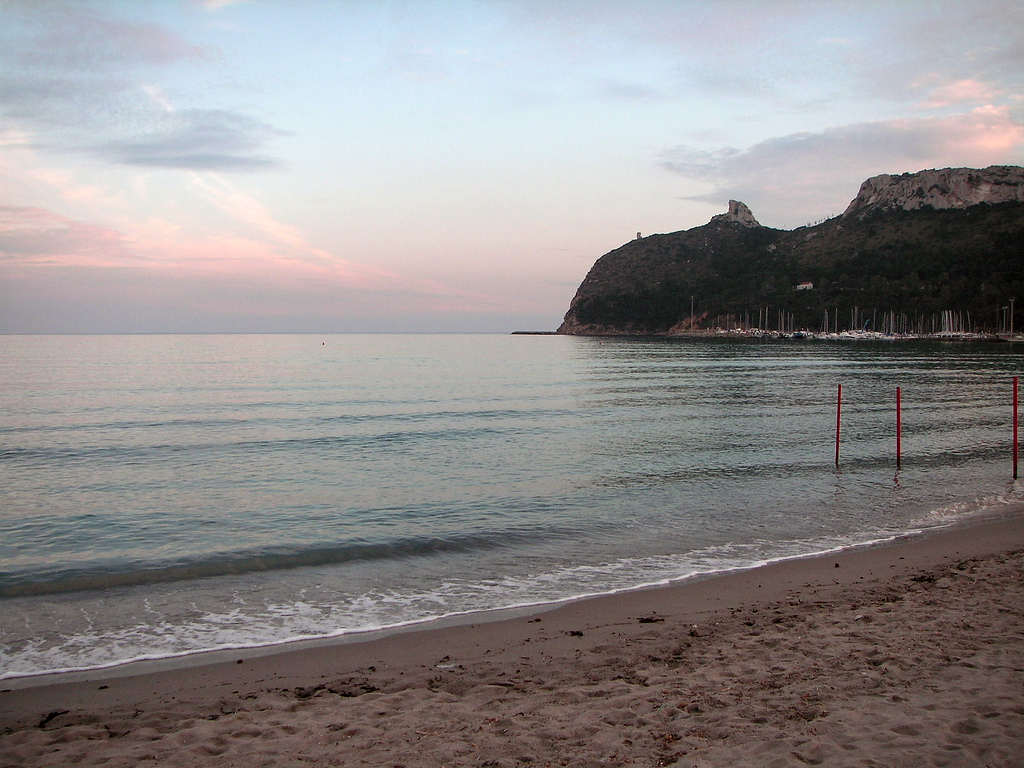
Berget Sella del Diavolo.

Cagliaribukten (italienska: Golfo degli Angeli, även Golfo di Cagliar) är en stor havsvik i kanten av Tyrrenska havet, vid Sardiniens sydkust. Den avgränsas i öster av Capo Carbonara och Isola dei Cavoli och i väster av Capo Spartivento.
Hela kusten kantas av hotell och bostadshus, som hör till kommunerna Domus de Maria, Pula, Villa San Pietro, Sarroch, Capoterra, Cagliari, Quartu Sant’Elena och Sinnai. Kusten är delvis täckt av sand och delvis stenig. 
Mitt i viken ligger Cagliaris hamn och nedanför staden Cagliari med förorter. Cagliari är den enda ort som ligger direkt vid bukten, och saltvatten från viken avleds till stadens saliner. I de öppna salinerna lever talrika större flamingor och andra havsfåglar. Naturen i delar av området är skyddade.
Det italienska namnet Golfo degli Angeli kommer enligt en legend sig av att Djävulen, efter det att Gud ställt bukten till änglarnas förfogande, kastade ned klippan, som kallas Sella del Diavolo (Djävulssadeln) vid vikens strand. Cagliaris huvudstrand Poetto domineras av denna klippa.
Vid Cagliaribukten har lämningar från den antika staden Nora påträffats.